# N'Goa
N'Goa är ett departement i Mali.   Det ligger i regionen Ségou, i den södra delen av landet, 300 km öster om huvudstaden Bamako.